# Synchroonzwemmen op de Europese Spelen 2015
Synchroonzwemmen is een van de sporten die beoefend werden tijdens de Europese Spelen 2015 in Bakoe, Azerbeidzjan van 12 tot en met 16 juni.

## Programma
Er werd bij het synchroonzwemmen in vier onderdelen om de medailles gestreden, enkel voor vrouwen. De Russinnen won alle vier de onderdelen.
| juni 2015        | vr 12 | za 13 | zo 14 | ma 15 | di 16 | Tot. |
| ---------------- | ----- | ----- | ----- | ----- | ----- | ---- |
| Synchroonzwemmen | *     | *     | *     | 2     | 2     | 4    |

## Deelname
In totaal namen 150 atleten uit 21 landen deel aan de synchroonzwemonderdelen van de Europese Spelen 2015.

## Medailles
| Onderdeel        | Goud | Zilver | Brons |
| ---------------- | --- | --- | --- |
| Individueel      | Anisiya Neborako | Berta Ferreras Sanz | Anna-Maria Alexandri |
| Duo              | Rusland Daria Kulagina Valeriya Filenkova | Oostenrijk Anna-Maria Alexandri Eirini-Marina Alexandri | Oekraïne Yelyzaveta Yakhno Yana Nariezhna |
| Teams            | Rusland Mayya Gurbanberdieva Veronika Kalinina Daria Kulagina Anna Larkina Anisiya Neborako Mariia Nemchinova Valeriya Filenkova Maria Salmina Anastasiia Arkhipovskaia Elizaveta Ovchinnikova | Spanje Julia Echeberria Esquivel Berta Ferreras Sanz Sara Saldana Lopez Itziar Sanchez Irene Toledano Carmelo Helena Jauma Lluch Carmen Juárez Campos Raquel Navarro Fernandez Lidia Vigara Rodrigo Emilia Luboslavova Boneva | Oekraïne Valeriia Aprieleva Anna Yesipova Yelyzaveta Yakhno Yana Nariezhna Alina Shynkarenko Oleksandra Filonenko Mariana Sierikova Kateryna Tkachova Valeriya Berezhna Veronika Gryshko |
| Vrije combinatie | Rusland Anastasiia Arkhipovskaia Mayya Gurbanberdieva Veronika Kalinina Daria Kulagina Anna Larkina Anisiya Neborako Mariia Nemchinova Elizaveta Ovchinnikova Maria Salmina Valeriya Filenkova | Spanje Julia Echeberria Esquivel Berta Ferreras Sanz Sara Saldana Lopez Itziar Sanchez Irene Toledano Carmelo Lidia Vigara Rodrigo Helena Jauma Lluch Carmen Juárez Campos Emilia Luboslavova Beneva Raquel Navarro Fernandez | Oekraïne Valeriia Aprieleva Anna Yesipova Yelyzaveta Yakhno Yana Nariezhna Veronika Gryshko Valeriya Berezhna Alina Shynkarenko Oleksandra Filonenko Mariana Sierikova Kateryna Tkachova |

### Medailleklassement[5]
| Plaats | Land       | Goud | Zilver | Brons | Totaal |
| 1      | Rusland    | 4    | 0      | 0     | 4      |
| 2      | Spanje     | 0    | 3      | 0     | 3      |
| 3      | Oostenrijk | 0    | 1      | 1     | 2      |
| 4      | Oekraïne   | 0    | 0      | 3     | 3      |
| Totaal | 4 NOC's    | 4    | 4      | 4     | 12     |